# Torcenay
Torcenay is een gemeente in het Franse departement Haute-Marne (regio Grand Est) en telt 546 inwoners (1999). De plaats maakt deel uit van het arrondissement Langres.

## Geografie
De oppervlakte van Torcenay bedraagt 8,6 km², de bevolkingsdichtheid is 63,5 inwoners per km².
De onderstaande kaart toont de ligging van Torcenay met de belangrijkste infrastructuur en aangrenzende gemeenten.

## Demografie
Onderstaande figuur toont het verloop van het inwonertal (bron: INSEE-tellingen).

## Geboren
- Étienne Vacherot (1809–1897), filosoof